# Pont des Bergues
Le pont des Bergues est un pont pour piétons et vélos sur le Rhône, en ville de Genève (canton de Genève, en Suisse).

## Localisation
Le pont des Bergues est le second pont (après le pont du Mont-Blanc) le plus en amont du Rhône après sa sortie du lac Léman. Ce pont, interdit à la circulation automobile, permet de rejoindre l'île Rousseau par une passerelle.

## Étymologie
Le nom de Bergues, qui est également celui du quai et du quartier situé sur sa rive droite, vient du XVIe siècle. À cette époque, à l'emplacement de l'actuel hôtel des Bergues, se trouvait la résidence du commerçant allemand Hans ou Jean Kleberger. C'est pourquoi les voisins désignèrent le lieu sous le nom de « en Clébergue » qui dériva progressivement en « Bergues ».

## Histoire
Le premier pont des Bergues est construit par l'ingénieur cantonal Guillaume Henri Dufour, sous la forme d'un pont suspendu à chaînes supportant le tablier par-dessous.
Comme la longueur à traverser à cet endroit est de 220 mètres, Dufour choisit de construire deux ponts, réunis à une terrasse circulaire au milieu du fleuve d'où part une passerelle rejoignant l'île Rousseau. Commencé en 1828, les travaux sont terminés en 1833. Cependant le pont s’effondre lors des essais, le 30 décembre 1833, en raison de la mauvaise qualité des chaînes soutenant le tablier. Après réparation, le pont est finalement inauguré le 9 mai 1834. 
L'ancien pont sera remplacé, en 1881, par un pont en poutres qui existe encore aujourd'hui. Le tablier métallique est remplacé en 1967-1968.
Le pont était ouvert à la circulation automobile. Il est réservé aux piétons et cyclistes depuis 1982 à la suite des demandes de l’Association pour des pistes cyclables (ASPIC, devenu la section genevoise de Pro Velo Suisse).
On constate en 2014 que l´érosion due au Rhône a créé des « fosses » entre les piles du pont. Des travaux de comblement sont réalisés en 2020. 